# Brödmönstring
Brödmönstring kallades i Sverige sedan århundraden tillbaka den mönstring som av högre militärmyndighet hölls med varje till möten eller av annan orsak sammandragen trupp för att ta reda på om dess styrka överensstämde med den som blivit upptagen i rullor och förslag. Mönsterherren skulle därvid även göra sig förvissad om att truppen fått allt den varit berättigad till, att maten var av god beskaffenhet och så vidare. Denna förrättning avskaffades 1902.